# 내일의 너를 지키고 싶어 ~YAMATO2520~
《내일의 너를 지키고 싶어 ~YAMATO2520~》(明日の君を守りたい 〜YAMATO2520〜)는 TOKIO의 두 번째 싱글이다.

## 설명
- 비디오 애니메이션〈YAMATO2520〉의 이미지 송으로 타이업 되었다.
- TOKIO의 첫 번째 정규 앨범 《TOKIO》에 먼저 수록되었고, 리컷되어 나왔다. 편곡이 약간 다르다.
- 커플링 곡 〈永遠の星座 〜YAMATO2520 愛のテーマ〜〉는 P/V가 제작되어 《TOKIO in YAMATO2520 〜YAMATO2520 テーマソングス〜》에 수록되었다.

## 수록곡
1. 明日の君を守りたい 〜YAMATO2520〜 
  - 작사 : 쿠도 테츠오 / 작곡 : 츠츠미 류 / 편곡 : 시라이 요시아키
2. 永遠の星座 〜YAMATO2520 愛のテーマ〜 
  - 작사 : 야마다 히로시 / 작곡 : 스미요시 나카 / 편곡 : 시게미 토오루
3. 明日の君を守りたい 〜YAMATO2520〜 (ORIGINAL BACKING TRACK)